# Luxoflux
Luxoflux war ein US-amerikanischer Videospiel-Entwickler mit Sitz in Santa Monica, Kalifornien. Das Markenzeichen von Luxoflux waren die Firmensprüche, die sich jedes Mal ändern, wenn das Spiel neu gestartet wird. Bei True Crime: New York City waren es zum Beispiel 25 verschiedene.

## Geschichte
Das Unternehmen wurde im Jahr 1997 von Adrian Stephens und Peter Morawiec in Santa Monica, Kalifornien, gegründet. Ihr erstes Spiel war Vigliante 8, welches bis zur Veröffentlichung 1998 von einem Personal von fünf Leuten entwickelt und von Activision veröffentlicht wurde. Der immense Erfolg des Spieles brachte die Entwickler auf den Weg, eine weitere Folge für PlayStation, Nintendo 64 und Dreamcast zu entwickeln. Jedes dieser Spiele wurde allein mit der kleinen Besetzung des Luxoflux-Teams geschaffen.
Anfangs sollte die Firma „Alpha Channel“ lauten, allerdings war dieser Name bereits vergeben. „Luxoflux“ war das Ergebnis eines Mischens von verschiedenen Silben auf einem weißen Brett, und später wurde „Bewegung des Lichtes“ als Bedeutung festgelegt.
Luxoflux wurde im Oktober 2002 von Activision übernommen, während die Entwicklung von True Crime: Streets of LA im Gange war. An diesem Projekt waren mehr als 80 Personen beschäftigt.
Im Februar 2010 wurde bekannt, dass Activision Luxoflux schließt.

## Auswahl der Spiele
- True Crime: Streets of LA (4. November 2003)
- True Crime: New York City (16. November 2005)
- Shrek 2 (28. April 2004)
- Star Wars Demolition (16. November 2000)
- Vigilante 8 (4. Juni 1998)
- Vigilante 8: 2nd Offense (1. Dezember 1999)
- Kung Fu Panda (26. Juni 2008)